# 橋詰丈
橋詰 丈（はしづめ じょう、1996年6月12日 - ）は、日本、千葉県出身の自転車競技（ロードレース）選手。

## 来歴
2011年、トライアウトを受け、エキップアサダ強化チーム、エカーズに加入。
- 全日本自転車競技選手権大会
  - 個人タイムトライアルU17 優勝
  - ロードレースU17 6位
- 2011クラブ対抗ロードレース大会 第1戦 優勝
- GP・ド・ヴィルムストスゥ 10位
- GP・ド・ビアル・シュル・セール 11位
- JCRC7戦[修善寺]
  - A 優勝
- シマノ鈴鹿ロードレース
  - ユースⅢA 8位
  - ユースⅢB 21位
- 秩父宮杯埼玉県自転車道路競走
  - 高校生B 優勝
- 経済産業大臣旗 ロードチャンピオンシップ
  - E3 6位
- JBCF 箱根ヒルクライム
  - E3 優勝
- 輪島ロードレース
  - E2 優勝

2012年、4月に昭和第一学園高等学校に入学。
- 東京都ウィンターロードレース
  - クラスJ 優勝
- 東京都高校総体ロード 優勝
- 全日本自転車競技選手権大会
  - ロードレースU17 2位
  - 個人タイムトライアルU17 優勝
- ジャパンカップサイクルロードレース
  - オープンクラス 10位

2013年
- 東京都ウィンターロードレース 優勝
- 全国高等学校選抜自転車競技大会ロード 8位
- ツアー・オブ・イストリア
  - 総合57位
  - 年代別13位
  - 山岳賞10位
- トロフェオ・カールスベルグ
  - 総合80位
  - 山岳賞2位

2014年
- 全国高等学校選抜自転車競技大会ロード 優勝
- チャレンジサイクルロードレースAーJ 優勝

2015年、4月に中央大学法学部に入学。